# Africa Confidential
Africa Confidential är en brittisk tidning grundad 1960 som fokuserar på afrikansk politik och ekonomi. Tidningen har även elektronisk utgivning. Ursprungligen trycktes tidningen på extra tunt papper för flygdistribution och kallades för the blue sheet på grund av färgen.